# ハイ・ウィッカム空軍基地
座標: 北緯51度40分26秒 西経0度47分50秒 / 北緯51.67389度 西経0.79722度
ハイ・ウィッカム空軍基地（ハイ・ウィッカムくうぐんきち RAF High Wycombe）はイングランドにあるイギリス空軍の基地。バッキンガムシャーのウォルターズ・アッシュ村 (en:Walters Ash) に位置する。
イギリス空軍の航空軍団(Air Command)の司令部が所在する基地である。ハイ・ウィッカム周辺でハイ・ウィッカム空軍基地の敷地は3箇所に点在し、1つは司令部、1つは士官の宿舎、もう1つは下士官と飛行士の宿舎で、滑走路はない。
基地は1938年から運用されており、第二次世界大戦中の1944年から1945年にかけてはアメリカ陸軍航空軍の部隊も駐留した。
近隣にはドウズ・ヒル空軍基地(RAF Daws Hill)もあったが、こちらは2007年に閉鎖された。